# Aloe fievetii
Aloe fievetii é uma espécie de liliopsida do gênero Aloe, pertencente à família Asphodelaceae.